# Girolamo Colonna di Sciarra

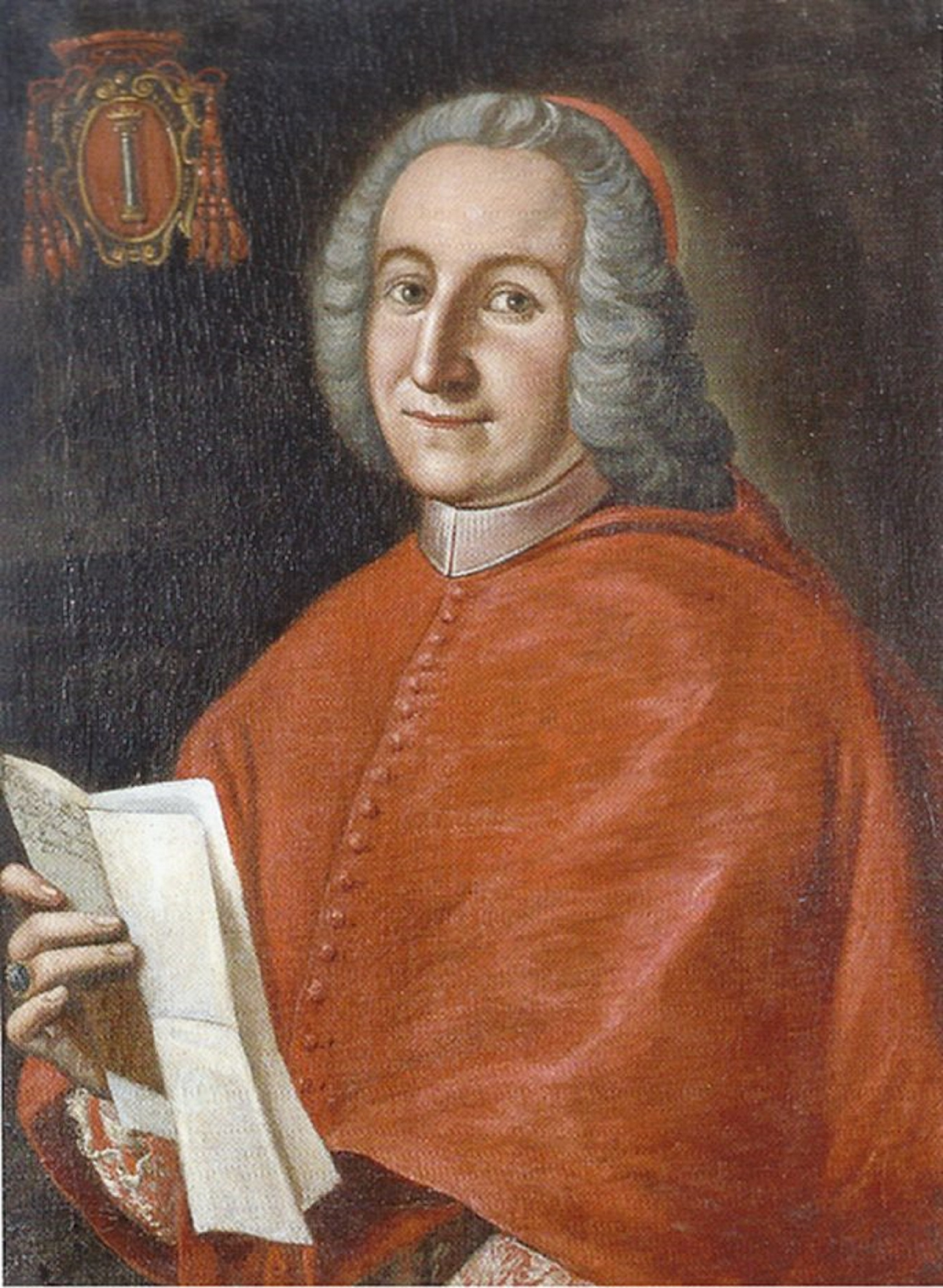
Girolamo Kardinal Colonna di Sciarra

Girolamo Colonna di Sciarra, auch Gerolamo Colonna, (* 8. Mai 1708 in Rom; † 18. Januar 1763 ebenda) war ein Kardinal der römisch-katholischen Kirche und Kardinal-Camerlengo der Heiligen Römischen Kirche von 1756 bis 1763.

## Leben
Girolamo Colonna war der Sohn von Francesco Colonna di Sciarra, IV. Principe di Carbognano (1684–1750) und Vittoria Salviati (um 1641–1701). Er war der Bruder von Giulio Cesare Colonna, V. Principe di Carbognano (1702–1787) und Kardinal Prospero Colonna di Sciarra (1707–1765). Er war ein Nachfahre von Oddo di Colonna, der als Martin V. von 1417 bis 1431 Papst war. 
Girolamo Colonna war von 1732 bis 1743 Präfekt des Päpstlichen Hauses. 1743 erfolgte die Ernennung zum Erzpriester der Papstbasilika Santa Maria Maggiore. Am 9. September 1743 nahm Papst Benedikt XIV. ihn und seinen Bruder Prospero Colonna di Sciarra in das Kardinalskollegium auf. Am 2. Dezember erfolgte die Ernennung zum Kardinaldiakon mit der Titelkirche Sant’Angelo in Pescheria und am 25. September 1746 die Ordination. 1753 erfolgte die Ernennung zum Kardinaldiakon mit der Titelkirche San Lorenzo in Damaso innerhalb des Palazzo della Cancelleria. 1756 erfolgte in Nachfolge von Silvio Valenti Gonzaga die Ernennung zum Kardinalkämmerer der Heiligen Römischen Kirche und die Zuordnung der Titelkirche Santi Cosma e Damiano. 1760 erfolgte durch Papst Clemens XIII. die Zuteilung der Titelkirche Sant’Agata dei Goti. Sein Nachfolger als Kardinalkämmerer wurde Carlo Rezzonico der Jüngere.
Er war Großprior in Rom für den Malteserorden.